# Der Mann, der nicht nein sagen konnte
Der Mann, der nicht nein sagen konnte (letteralmente: L’uomo che non sapeva dire di no) è un film del 1958 diretto da Kurt Früh.
Pellicola di produzione danese e svizzera, con protagonista Heinz Rühmann.

## Trama
Thomas Träumer, un rappresentante di elettrodomestici di mezz’età, si imbatte nel suo vecchio amico Ulrich, che gli confessa di mantenere la propria amante, attualmente assente, in un appartamento di sua proprietà, nel quale lo invita, se ne avesse avuto bisogno, a recarvisi a suo piacimento. Thomas declina.
Sulla via di casa, Thomas, uomo di buon cuore, impietosito da Bettina, una ragazza povera che incontra per strada, si lascia convincere a comprare da lei il cagnolino Strupps, salvo poi appurare che sua moglie Eva non ne vuole sapere di ospitare la bestiola. Ma il problema non si pone più quando Bettina, appostatasi sotto casa della coppia, richiama, con uno speciale fischio, il cane, che in tal modo sfugge a Thomas.
Appare che la ragazza fosse usa a perpetrare questo trucco quando Thomas viene convocato al vicino commissariato di polizia, insieme ad altre precedenti vittime dell’acquisto truffaldino di Strupps, tra le quali spicca una signora dall’aspetto supponente. Mentre Bettina viene avviata al riformatorio, Strupps viene affidato a Thomas, che ora trova un buon motivo per usufruire dell’appartamento dell’amico, dove egli porta il cagnolino.
Bettina, insieme alle sue compagne Marilyn e Hilde, come lei minorenni, evade. Le tre giovani, dopo aver rubato un’auto, rintracciano il rappresentante e, attraverso bugie, tentativi di seduzione e falsi malori, riescono ad indurre il riluttante ma compassionevole Thomas ad ospitarle per qualche tempo nell’appartamento di Ulrich.
Una notte Marilyn tenta un furto ai danni di un’anziana vicina di casa, che riesce a sventarlo. Quando, la mattina dopo, convenuto ultimo giorno di permanenza delle giovani nell’appartamento, Thomas si reca da loro, esse sono sparite, ma ad aspettarlo c’è la polizia, che lo arresta per favoreggiamento.
La stampa gonfia l’avvenimento uscendo con roboanti articoli sulla doppia vita del rappresentante Träumer, al punto che la moglie pensa di lasciarlo.
Le piccole delinquenti, appresa dal giornale la notizia su colui che le ha tanto aiutate, decidono di costituirsi: in tal modo Thomas viene rilasciato. All’uscita del commissariato c’è Eva, che si è resa conto di non poter rimproverare nulla al marito, se non la sua eccessiva benevolente ingenuità, ed entrambi si recano al canile dove era stato tradotto Struppl, per recuperarlo.
Risulta che il cagnolino era stato adottato dalla signora supponente, alla quale, una volta raggiuntone l’abitazione, Thomas, emettendo lo speciale fischio, sottrae Strupps.